# Asianopis wuchaoi
Espèce
Asianopis wuchaoi est une espèce d'araignées aranéomorphes de la famille des Deinopidae.

## Distribution
Cette espèce est endémique du Yunnan en Chine,. Elle se rencontre vers Jinghong.

## Description
Le mâle holotype mesure 12,14 mm et la femelle paratype 14,60 mm

## Étymologie
Cette espèce est nommée en l'honneur de Chao Wu.

## Publication originale
- Lin, Shao, Hänggi, Caleb, Koh, Jäger & Li, 2020 : Asianopis gen. nov., a new genus of the spider family Deinopidae from Asia. ZooKeys, vol. 911, p. 67-99 (texte intégral).